# Gunnar Hernberg

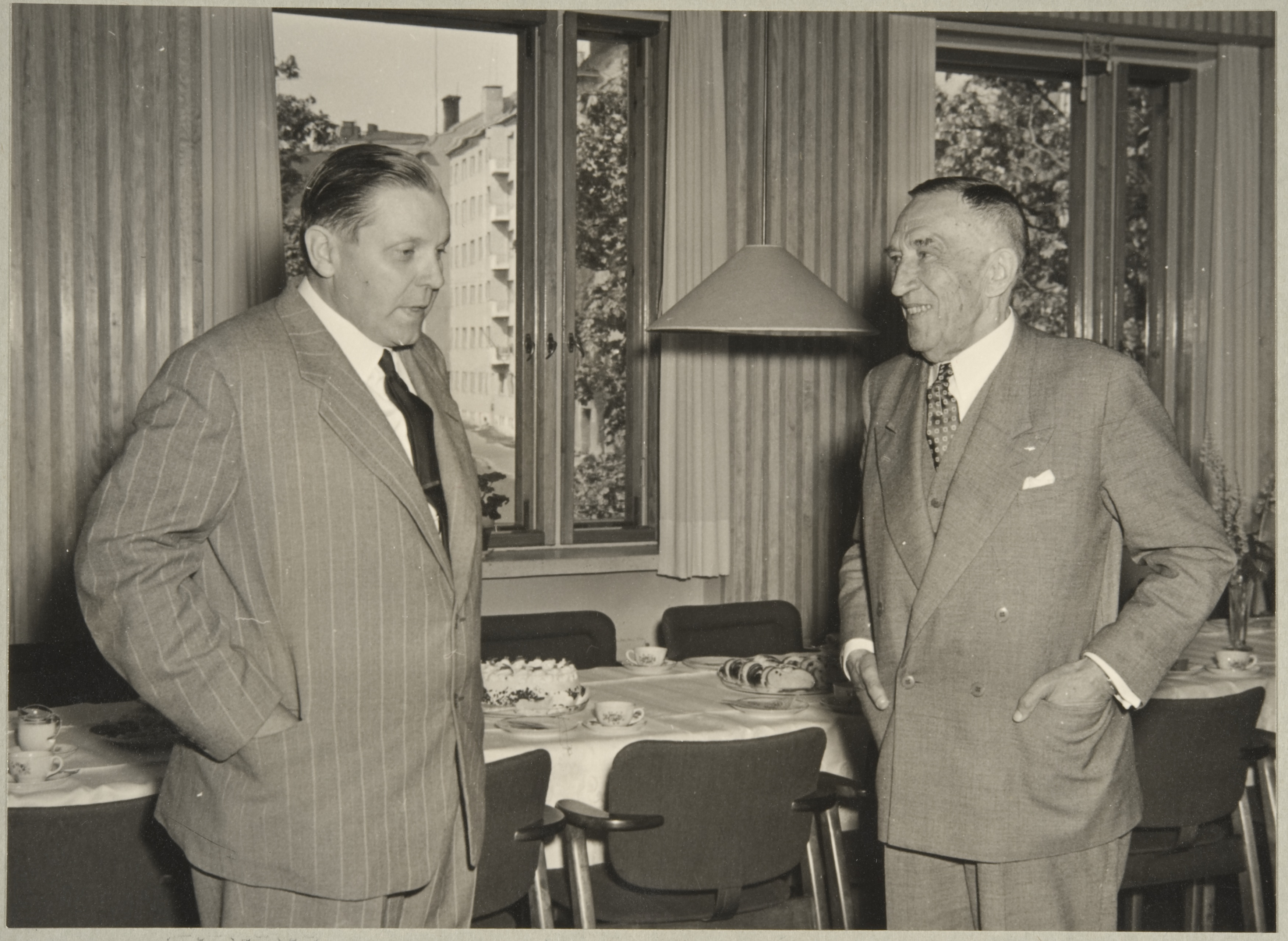
Bergsråd Gunnar Hernberg (t.v.) och John Grundström år 1948.

Gunnar Robert Alarik Hernberg, född 3 juni 1904 i Helsingfors, död där 24 december 1993, var en finländsk industriman.
Hernberg blev filosofie kandidat 1928 och diplomingenjör 1932. Han verkade 1926–1946 som kemist vid Tölö sockerbruk och var 1948–1970 koncernchef för Finska socker Ab. Han ledde företagets kraftiga expansion under 1950- och 1960-talen, som ledde bland annat till att Tölöfabriken flyttades till Kyrkslätt 1966. Han utgav 1989 memoarverket En sockermans minnen.
Hernberg förlänades bergsråds titel 1956. Han var son till Alarik Hernberg och far till Sven Hernberg.